# Francisco de Madina
Francisco de Madina Igarzábal, connu comme le père Madina ou Aita Madina, né à Ognate au Pays basque espagnol, le 29 janvier 1907 et mort dans la même ville le 30 juin 1972, est un prêtre conventuel et compositeur espagnol.

## Biographie
Francisco de Madina est né en 1907 dans le quartier de Zubillaga à Oñate. Adolescent, il rejoint le noviciat des chanoines réguliers de Latran. Parallèlement à ses études de théologie, sa formation de musicien se déroule à Oñate et Burgos, où il étudie auprès de José María Beobide et Antonio José.
En 1929, il est ordonné prêtre. Après avoir travaillé pendant 3 ans dans sa ville natale pour enseigner dans un collège, il est affecté par les supérieurs de son ordre en mission en Argentine en 1932. Jusqu'en 1955, il y exerce son ministère sacerdotal dans une paroisse de Buenos Aires et plus tard dans la ville de Salta, où il devient directeur d'une école (Colegio Belgrano) et supérieur de la communauté des Augustins. En parallèle, il poursuit son travail en tant que compositeur et crée de nombreuses œuvres en première mondiale à Buenos Aires.
En 1955, il s'installe à New York où il fonde une résidence des chanoines réguliers du Latran sans cesser de composer, tant aux États-Unis et en Argentine qu'en Espagne, où il commence à acquérir une certaine notoriété, à partir de fin des années 1950. En 1971, Madina  tombe malade et doit arrêter la composition. En avril 1972, il déménage pour la dernière fois, de New York dans son village natal d'Oñate, où il meurt quelques mois plus tard.
Dans sa ville natale, une rue est nommée d'après lui en sa mémoire.

## Œuvres
Tout l'œuvre musical de Madina a été fortement influencé par le folklore basque. Ses deux compositions les plus connues incluent le travail choral Gurea Aita (« Notre Père »), composée en Argentine en 1946 et Agur Maria (« Je vous salue Marie »).
- La chaîne d'or, oratorio sur l'apparition de la Vierge de la vallée, créé au Teatro Cervantes de Buenos Aires en 1944,
- Orreaga, sonate sur la bataille de Roncevaux (1954),
- Peach Blossom, opéra basé sur l'œuvre littéraire du même nom par Hugo Wast, créé au Teatro Argentino de La Plata en 1957,
- Musique de scène pour le drame The Bard de Itzaltzu, créé à Buenos Aires.
- Rhapsodie basque, créée au Teatro Politeama de Buenos Aires,
- Sonate basque, créée au Carnegie Hall de New York,
- Suite enregistrée par la BBC de Londres,
- Concerto pour harpe et orchestre, interprété par la harpiste solo Nicanor Zabaleta dans le monde entier, et qui a contribué de manière décisive à faire connaître les travaux de Madina,
- Concerto Vasco, concerto pour quatre guitares et orchestre, créé à l'opéra de San Francisco en 1970,
- Concerto Latino,
- Flamenco Concerto,
- Sacred Concert, inachevé.

## Source
- (es) Cet article est partiellement ou en totalité issu de l’article de Wikipédia en espagnol intitulé « Francisco de Madina Igarzábal » (voir la liste des auteurs).